# Ville fantôme
Pour les articles homonymes, voir La Ville fantôme et Ghost Town.

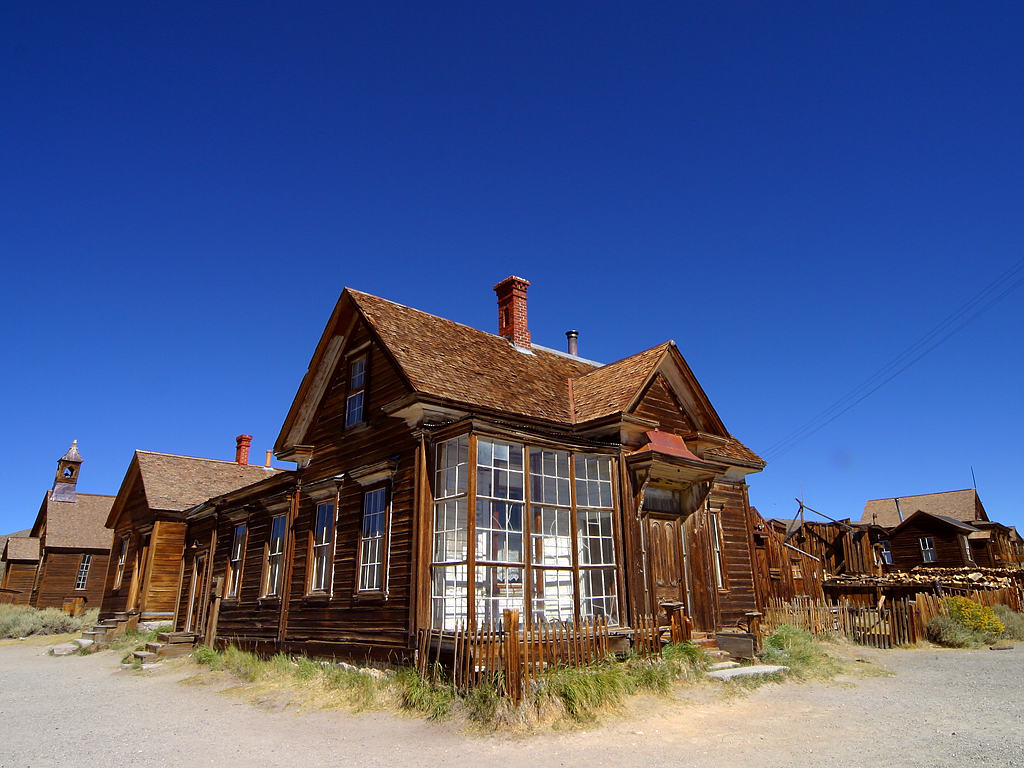
Bodie, ville fantôme du sud-est californien.

Une ville fantôme est une ville initialement habitée et animée qui a été abandonnée. Généralement, l'abandon d'une ville résulte du tarissement de l'activité économique qui la faisait vivre ou d'une catastrophe d'origine naturelle (désertification, inondation, séisme, éruption volcanique, etc.) ou humaine (bataille, crise économique, accident industriel, désaffectation de mine, etc.). D'autres causes peuvent expliquer le phénomène, comme la disparition des ressources naturelles telles que l'eau potable, ou le retrait brutal des voies de communication (fermeture de lignes de chemins de fer en milieu rural, isolement soudain à l'occasion d'un nouveau tracé des routes, etc.).

## Processus d'abandon de lieux

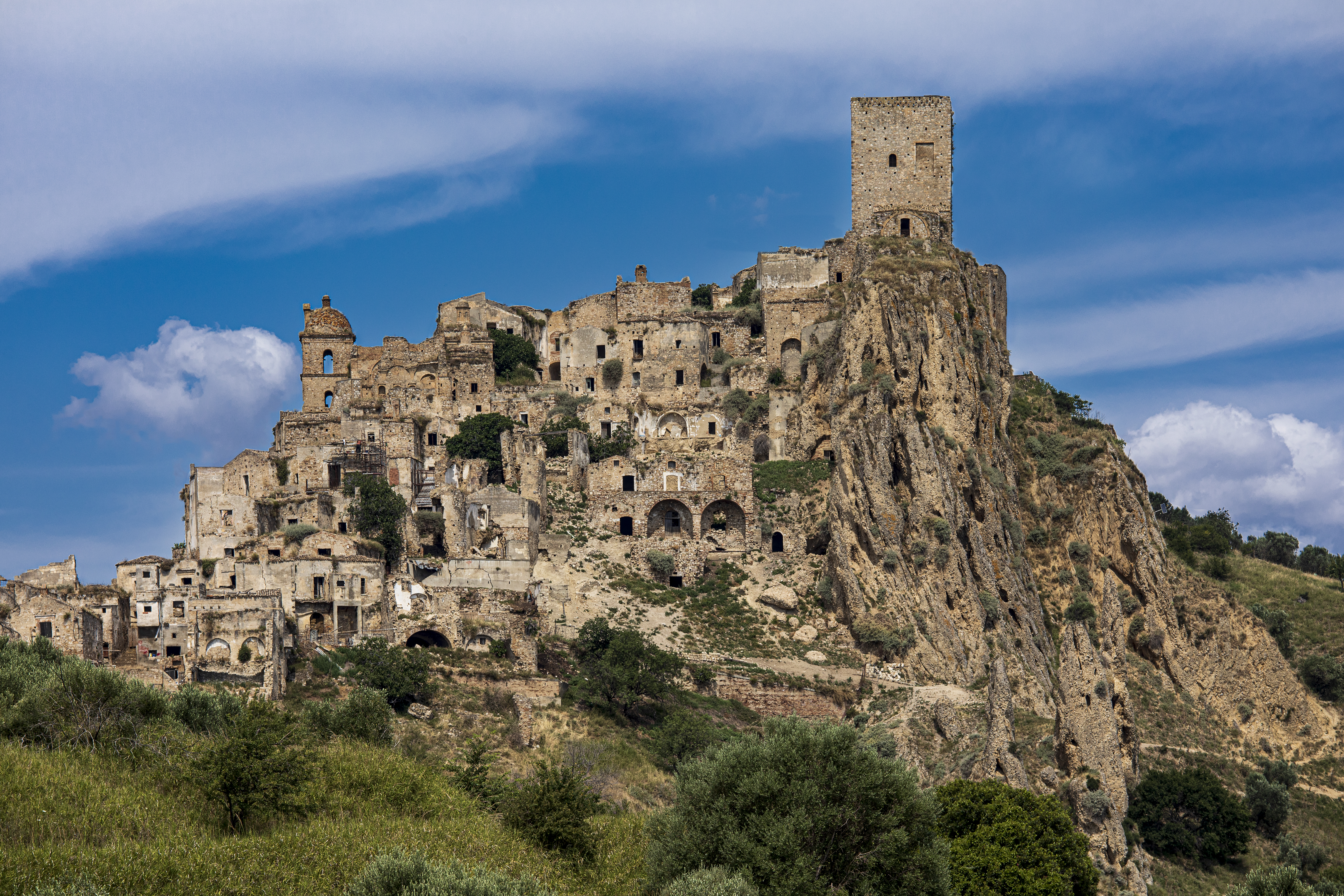
Ville fantôme de Craco, Italie.

Les catastrophes naturelles sont quelques-unes des principales causes qui génèrent des villes fantômes. Craco, un village médiéval dans la région italienne de Basilicate, a été abandonné après un glissement de terrain. Aujourd'hui, le site est connu comme décor de nombreux films.
L'intervention excessive de l'humain peut également être contre-productive, et on peut noter quelques cas de catastrophes industrielles ou militaires ayant conduit à la désertion de villes, par exemple, dans les régions d'essais nucléaires ou autour des zones d'accidents chimiques. Prypiat, ville ukrainienne d'environ 50 000 habitants, abandonnée à la suite de l'explosion de la centrale nucléaire de Tchernobyl, le 26 avril 1986, est une ville fantôme archétypale : tous les habitants ayant été évacués. Les productions minières cessant, ces « villes » deviennent fantômes, comme au Svalbard en Norvège. La guerre est également un facteur important expliquant le développement soudain de villes fantômes par leur destruction ou par la mortalité élevée de la population active de la ville anciennement active (ex : villages français détruits durant la Première Guerre mondiale).
Les États-Unis possèdent de nombreuses villes fantômes : immortalisées dans les westerns, elles sont diversifiées. Outre les villes champignons et les ghost towns de la ruée vers l'or, de nombreuses villes des Grandes Plaines, région rurale qui a perdu le tiers de sa population depuis 1920, ont été abandonnées ; l'historien Daniel Fitzgerald du Kansas en dénombre environ six mille. Les régions les plus concernées sont le Colorado (plus de 250 « villes fantômes » répertoriées), l'Arizona, le Nevada, le Montana ou encore la Californie.

## Villes nouvelles
Plusieurs villes nouvelles construites avant leur mise en vente sur le marché ou dans un pays ayant subi des crises économiques sont considérées comme des villes fantômes, comme Quilamba, Ensanche de Vallecas (es) (Espagne) et Burj Al Babas (Turquie).
La nouvelle capitale de la Birmanie, Naypyidaw, est souvent considérée comme une « ville fantôme » puisqu'elle est déserte, la population étant très loin du million d'habitants annoncé.